# Trie-Château
Trie-Château es una comuna nueva francesa situada en el departamento de Oise, de la región de Alta Francia.

## Historia
Fue creada el 1 de enero de 2018, en aplicación de una resolución del prefecto de Oise de 29 de septiembre de 2017 con la unión de las comunas de Trie-Château y Villers-sur-Trie, pasando a estar el ayuntamiento en la antigua comuna de Trie-Château.

## Demografía
| Gráfica de evolución demográfica de Trie-Château entre 1800 y 2015 |
|                                                                    |

Los datos entre 1800 y 2015 son el resultado de sumar los parciales de las dos comunas que forman la nueva comuna de Trie-Château, cuyos datos se han cogido de 1800 a 1999, de las comunas de Trie-Château y Villers-sur-Trie de la página francesa EHESS/Cassini. Los demás datos se han cogido de la página del INSEE.

## Composición
| Comuna delegada  | Código INSEE | Población (2015) | Superficie (km²) | Densidad (hab./km²) |
| ---------------- | ------------ | ---------------- | ---------------- | ------------------- |
| Trie-Château     | 60644        | 1592             | 9.29             | 171                 |
| Villers-sur-Trie | 60690        | 329              | 4.05             | 81                  |